# Biblis hyperia
Biblis hyperia (denominada popularmente, em inglês, Red Rim) é uma borboleta neotropical da família Nymphalidae, considerada a única espécie de seu gênero (gênero monotípico). É nativa do México até o Paraguai, incluindo as Índias Ocidentais (exceto Cuba, Ilha de São Domingos e Jamaica); raramente indo parar na região sul do Texas. Foi classificada por Pieter Cramer, com a denominação de Papilio hyperia, em 1779. Varia de pouco mais de 5 a 7.6 centímetros de envergadura e se caracteriza por possuir, vista de cima, coloração quase negra (um pouco mais pálida no canto das asas anteriores), com bandas em vermelho na proximidade inferior das asas posteriores. Ambos os sexos são idênticos, não havendo qualquer variação na padronização, embora a largura da banda vermelha sobre a asa posterior varie ligeiramente entre indivíduos. A parte inferior das asas é idêntica à sua vista superior, exceto por ser um pouco mais pálida.

## Hábitos
Biblis hyperia é geralmente encontrada isoladamente, em altitude variando entre o nível do mar e cerca de 1.000 metros, porém mais freqüentemente abaixo de 500 metros; vivendo em ambientes alterados, incluindo clareiras de floresta, florestas secundárias, ao longo das estradas ou caminhos e margens de rios. Seu voo é lento e os machos tendem a continuamente agitar suas asas quando se assentam na folhagem de arbustos ou árvores, ou quando absorvem a umidade mineralizada de pedras ou seixos.

## Ciclo de vida
Lagartas encontradas em planta de Tragia (Euphorbiaceae), contendo dois prolongamentos como chifres em sua cabeça e uma série de protuberâncias espiniformes em seu corpo, sendo amarronzadas como um galho em sua fase final. Crisálida com prolongamentos alares. O ovo eclode após uma semana, com a lagarta passando por diversas transformações.  O ciclo, de crisálida a adulto, leva de 10[carece de fontes?] a pouco mais de 20 dias em média.

## Mimetismo e toxidade
Segundo Andrew V. Z. Brower, embora a banda vermelha nas asas posteriores esteja posicionada de forma diferente, Biblis hyperia poderia se constituir em um possível caso de mimetismo Mülleriano; imitando borboletas do gênero Heliconius em áreas onde estas borboletas exibam asas negras, com uma banda vermelha nas asas anteriores. Também têm uma semelhança mimética com vários Papilionidae do gênero Parides. Adrian Hoskins afirma que seu voo lento poderia ser indicativo de que esta espécie é desagradável para as aves e que as plantas da qual se alimentam suas larvas, Euphorbiaceae, contêm toxinas que poderiam ficar retidas nos órgãos das borboletas adultas.

## Subespécies
Biblis hyperia possui cinco subespécies:
- Biblis hyperia hyperia - Nativa da região de São Tomás, descrita por Fabricius em 1775.
- Biblis hyperia aganisa - Nativa da região do México, descrita por Boisduval em 1836.
- Biblis hyperia laticlavia - Nativa da região do Equador, descrita por Thieme em 1904.
- Biblis hyperia nectanabis - Nativa da região do Brasil (RS;[1] SP; MG; ES;[9] BA;[10] RJ e outros estados[carece de fontes?]) e Paraguai, descrita por Fruhstorfer em 1909.[1]
- Biblis hyperia pacifica - Nativa da região do Equador, descrita por Hall em 1928.

Uma sexta subespécie, ainda não descrita, parece habitar a região do Peru.